# Дэвидсон, Элайн
Эла́йн Дэ́видсон (англ. Elaine Davidson; род. 1965, Бразилия) — шотландская владелица магазина ароматерапии, известная как женщина с наибольшим количеством пирсинга на теле.

## Биография
Элайн Дэвидсон родилась в Бразилии. В прошлом работала медицинской сестрой. Впервые на неё обратили внимание в мае 2000 года, когда на теле Дэвидсон было 462 пирсинга, 162 из которых — на лице. К 9 августа их уже насчитывалось 720. На Эдинбургском фестивале в 2005 году она сообщила, что на данный момент у неё 3950 пирсингов. С мая 2008 — 5920. С февраля 2009 года — 6005. В феврале 2011 года Дэвидсон объявила, что обладает 6925 пирсингами. Её украшения весят в общей сложности около 3 кг. В марте 2012 у неё было 9 тысяч проколов
Дэвидсон живёт в Эдинбурге, где владеет магазином ароматерапии. 8 июня 2011 года она вышла замуж за Дугласа Уотсона, на теле которого нет ни одной татуировки или пирсинга. В 2012 году они развелись. У Элайн чёрный пояс по дзюдо. Дэвидсон нравится театр, кока-кола и экстремальные виды спорта. Не употребляет алкоголь и наркотики. По собственному признанию, Дэвидсон боится вернуться в Бразилию из-за своего внешнего вида.